# Olúmìdé Pópóọlá
Olúmìdé Pópóọlá é uma escritora nigeriano-alemã residente em Londres, palestrante e performer. Seu último romance, When We Speak of Nothing, foi publicado em julho de 2017, pela Cassava Republic Press.

## Biografia e trabalho
Pópóọlá nasceu na Alemanha, filha de mãe alemã e pai nigeriano. Ela se mudou para a Nigéria quando criança e passou cinco anos lá antes de retornar à Alemanha. Ela é PhD em Escrita Criativa, mestre em Escrita Criativa e bacharel em Medicina Ayurvédica.

### Publicações
Suas publicações incluem ensaios, poesia e prosa. Enquanto escreve, ela se inspira nas pessoas que a cercam. Ela exclama que está "... interessada nas histórias pequenas e escondidas" e usa essas histórias para trazer grupos sub-representados para o primeiro plano.
Sua novela This is Not About Sadness foi publicada pela Unrast em 2010. Ela também escreveu uma peça, Also by Mail, que foi publicada pela Edition Assemblage em 2013. Em 2016, ela co-escreveu com Annie Holmes uma pequena coleção intitulada Breach (Peirene Press).
Em uma entrevista de 2017 para o Nigerian Guardian, Pópóọlá reflete sobre sua decisão de se tornar uma escritora. Ela confessa que "... era uma criança com uma imaginação selvagem e rica... quando [ela] percebeu que você poderia construir histórias, montá-las você mesmo, [ela] sabia que era isso que [ela] queria fazer também."
Ela é colaboradora da antologia de 2019 New Daughters of Africa, editada por Margaret Busby.

### Outros trabalhos
Em 2013, Pópóọlá foi destaque na música "Still" do baixista alemão Edward Maclean, em seu álbum Edward Maclean's Adoqué.
Em 2018, Pópóọlá foi curador do African Book Festival Berlin, que se concentrou nos temas transnacionalismo e migração.
Pópóọlá é o líder do projeto Futures in the Making, uma organização que oferece oficinas de redação para jovens LGBTQ+.

## Also by Mail
A peça de Pópóọlá, Also by Mail, gira em torno de uma família dividida na Nigéria, especificamente os irmãos alemães nigerianos Wale e Funke, que se unem para lamentar a morte de seu pai. Enquanto os adultos da família ficam fixados na vontade do pai, os jovens lutam para encontrar sua voz. Esta história lida com temas como racismo, diferenças culturais e geracionais, perda e ganância. Marion Kraft, autora de The African Continuum and African American Women Writers, descreve como, ao escrever esta peça, Pópóọlá está "representando de forma pungente e autêntica as vidas, a diversidade, as lutas e aspirações das pessoas na diáspora negra, sua busca por identidade e justiça”.
Brian Chikwava, autor de Harare North, refere-se a Also by Mail como "... um conto afro-europeu contemporâneo e cativante que, como o jazz, também está enraizado nas coisas folclóricas que animam as pessoas."

## When We Speak of Nothing
O romance de Pópóọlá, When We Speak of Nothing (Cassava Republic Press, 2017) conta a história de dois jovens negros em Londres cuja amizade é testada em vários desafios que incluem identidade sexual e queer, racismo, bullying e um clima político instável. Brittle Paper descreve-o como uma história "construída em vários tópicos de suspense. A linguagem viva, arejada e juvenil do romance dá ao leitor a sensação de ter encontrado algo verdadeiramente novo. Mas o que prende o leitor à página é a vida de dois adolescentes à deriva contra as correntes da história que ameaçam dominá-los e silenciá-los." BellaNaija o chama de um romance que "explora as profundezas da amizade, as tensões raciais em um país de primeiro mundo, as complexidades da unidade familiar e as lutas de crescer como adolescentes desiludidos" e "uma bela história que reflete a natureza volátil dos tempos."
A romancista britânica Diana Evans, em uma crítica no The Financial Times, descreve When We Speak of Nothing como um "exame satisfatório e perspicaz do surgimento da pessoa inteira contra as probabilidades colocadas por uma sociedade restritiva".

## Prêmios
Em 2004, Pópóọlá ganhou o Prêmio May Ayim de Poesia.